# Premierzy Saksonii
Nazwa pierwszego urzędu ministerialnego Elektoratu, a potem Królestwa Saksonii wielokrotnie zmieniała się od końca XVII wieku do 1918 roku. Do końca panowania Fryderyka Augusta I – Augusta II Mocnego (1733) bywało kilku „pierwszych ministrów” jednocześnie.

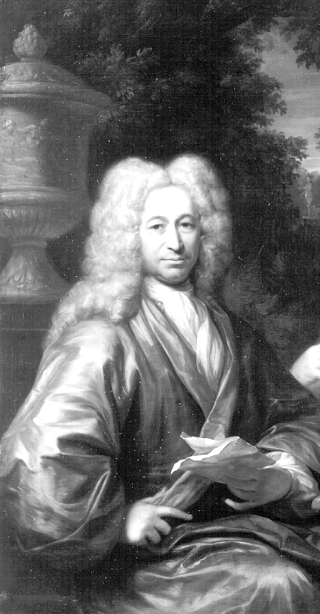
Jakob Heinrich von Flemming
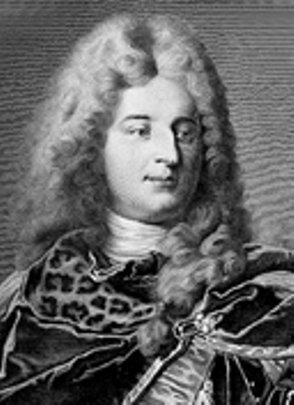
Karl Heinrich von Hoym
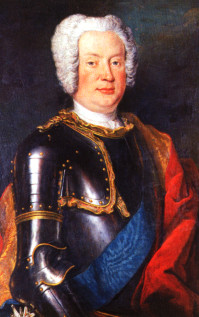
Alexander Joseph Sulkowsky
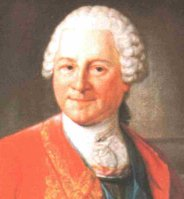
Heinrich von Brühl
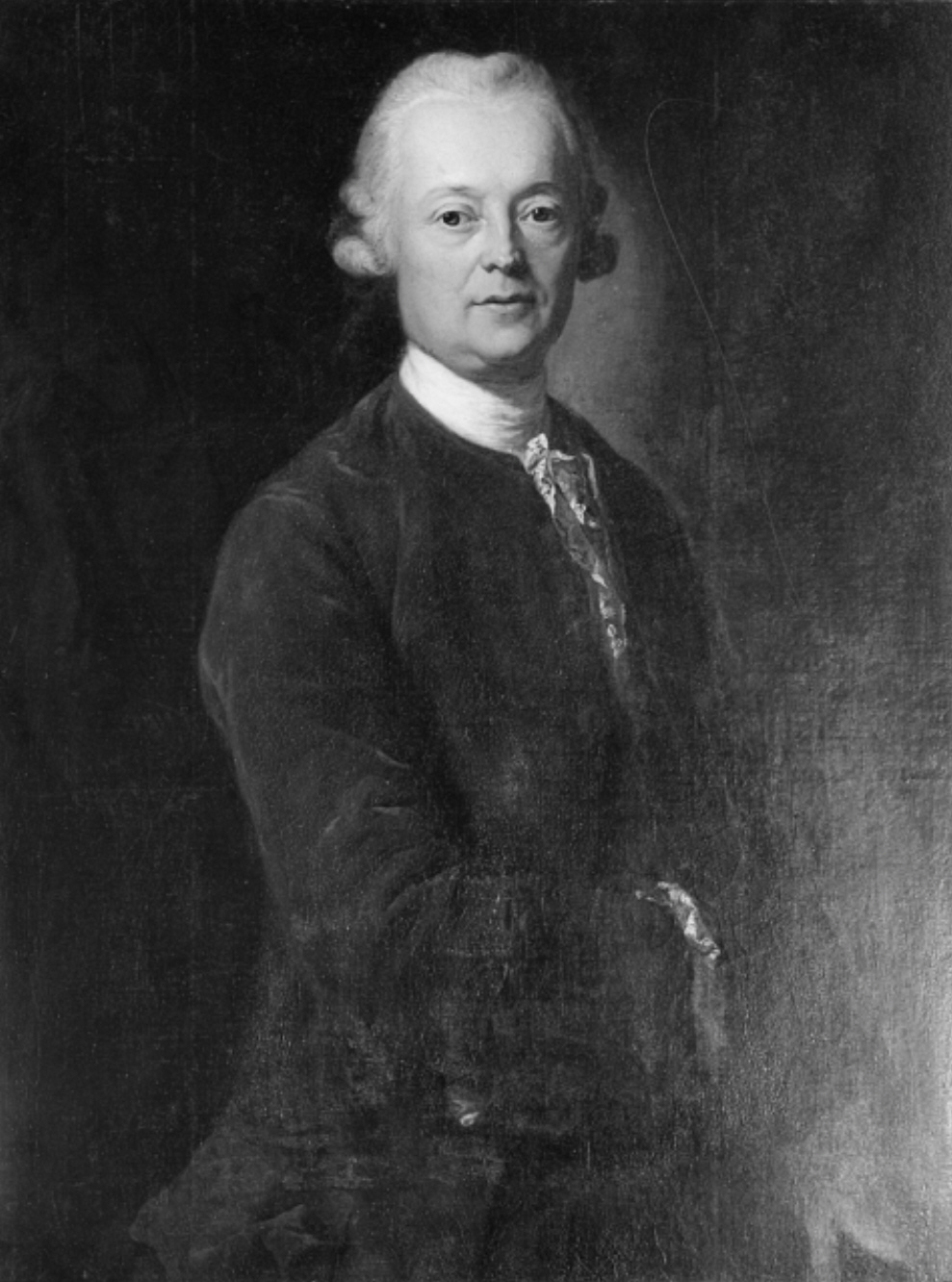
Johann Georg von Einsiedel
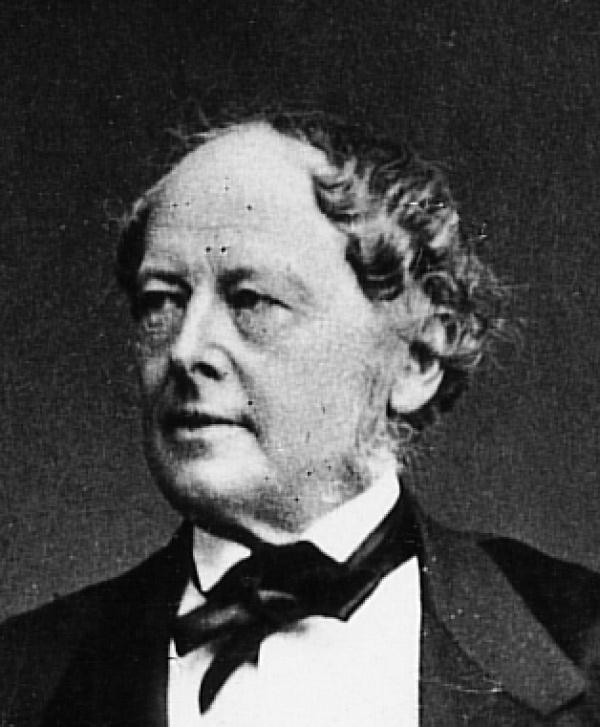
Ferdinand von Beust

## Ministrowie stanu
- 1695 – 15 XI 1715 Otto Heinrich von Friesen (ur. 1654, zm. 1717)

## Pierwsi ministrowie
- 1700? – 1712 August Ferdinand von Pflugk (ur. 1662, zm. 1712)
- 1705 – 30 IV 1728 Jakob Heinrich von Flemming (ur. 1667, zm. 1728)
- 1707 – 1711 Woldemar August von Löwendahl (ur. 1660, zm. 1740)
- 1710 – 1721 Georg von Werthern (ur. 1663, zm. 1721)
- 1721 – 1725 (brak danych)
- 1725 – 30 X 1731 François Joseph Wicardel de Fleury et de Beaufort (zm. 1735)
- 1727 – 1729 Heinrich Friedrich von Friesen (ur. 1681, zm. 1739)
- 1729 – 1733 Karl Heinrich von Hoym (ur. 1694, zm. 1736)
- 1733? – 5 II 1738 Alexander Joseph Sulkowsky (ur. 1695, zm. 1762)

## Ministrowie wojny i spraw wewnętrznych
- II 1738 – 28 X 1763 Heinrich von Brühl (ur. 1700, zm. 1763)
- 1763 – 1766 Johann Georg von Einsiedel (ur. 1730, zm. 1811)
- 1766 – 26 III 1777 Leopold Nikolaus von Ende (ur. 1715, zm. 1792)
- 26 III 1777 – 2 X 1777 Karl von Osten-Sacken (ur. 1715, zm. 1794)
- 2 X 1777 – 1790 Johann Adolf von Loß (ur. 1731, zm. 1811)
- 1790 – 30 XII 1798 Christian Gotthelf Gutschmidt (ur. 1721, zm. 1798)
- 1798? – 16 III 1804 Dietrich August von Sinzendorf (ur. 1733, zm. 1804)
- III 1804 – 180_? Georg Wilhelm von Hopfgarten

## Pierwsi ministrowie
- 14 V 1813 – 13 IX 1830 Detlev von Einsendel (ur. 1773, zm. 1861)
- 13 IX 1830 – IX 1843 Bernard von Lindenau (ur. 1779, zm. 1854)
- IX 1843 – 13 III 1848 Julius Traugott Jakob von Könneritz (b. 1792 – d. 1866)

## Prezydenci rady ministrów
- 16 III 1848 – 24 II 1849 Alexander Karl Hermann Braun (ur. 1807, zm. 1868)
- 24 II 1849 – 2 V 1849 Gustav Friedrich Held (ur. 1804, zm. 1857)
- 2 V 1849 – 28 X 1858 Ferdinand Zschinsky (ur. 1797, zm. 1858)
- 28 X 1858 – 15 VIII 1866 Ferdinand von Beust (ur. 1809, zm. 1886)
- X 1866 – 1 X 1871 Johann Paul von Falkenstein (ur. 1801, zm. 1882)
- 1 X 1871 – 1 XI 1876 Richard von Friesen (ur. 1808, zm. 1884)
- 1 XI 1876 – 25 III 1891 Georg Friedrich von Fabrice (ur. 1818, zm. 1891)
- 25 III 1891 – 23 XII 1891 Karl Friedrich von Gerber (ur. 1823, zm. 1891)
- XII 1891 – 12 II 1895 Julius Hans von Thümmel (ur. 1824, zm. 1895)
- 1895 – 15 VI 1901 Heinrich Rudolf Schurig (ur. 1835, zm. 1901)
- VI 1901 – 30 IV 1906 Karl Georg Metzsch-Reichenbach (ur. 1836, zm. 1927)
- 30 IV 1906 – 1 XII 1910 Conrad Wilhelm von Rüger (ur. 1837, zm. 1916)
- 1 XII 1910 – 26 VII 1912 Viktor Alexander von Otto (ur. 1852, zm. 1912)
- 26 VII 1912 – 21 V 1914 Max Clemens Lothar von Hausen (ur. 1846, zm. 1922)
- 21 V 1914 – 26 X 1918 Heinrich Gustav Beck (ur. 1857, zm. 1933)
- 26 X 1918 – 13 XI 1918 Karl Rudolf Heinze (ur. 1865, zm. 1928)